# Uke-shima
Uke-shima (請島, Ukejima) est une île du sud-ouest du Japon au nord d'Okinawa, d'une superficie de 13,7 km2 et d'une population d'environ 200 personnes.
Elle fait partie de l'archipel des îles Ryūkyū et des îles Amami. Administrativement, elle fait partie du bourg de Setouchi, district d'Ōshima, dans la préfecture de Kagoshima.
On y parle l'amami du Sud qui fait partie des langues ryukyu.